# Droga krajowa nr 66 (Węgry)
Droga krajowa nr 66 (węg. 66-os főút) – droga krajowa w komitatach Baranya i Somogy w południowo-zachodnich Węgrzech. Długość - 56 km. Przebieg: 
- Pecz – skrzyżowanie z 57 i z 6
- Sásd – skrzyżowanie z 611
- Kaposvár – skrzyżowanie z 61 i z 610